# شبكة إفريقيا الليبرالية
تتفق الأحزاب الأعضاء في شبكة أفريقيا الليبرالية علي السياسات التي تضمن الحرية والكرامة الإنسانية عن طريق ضمان الحقوق السياسية والمدنية، وضمان الحريات الأساسية وسيادة القانون، والحكم الديمقراطي القائم على الانتخابات الحرة والنزيهة مع التحول السلمي، وضمان الحقوق الدينية والمساواة بين الجنسين، وحقوق الأقليات، ومحاربة الفساد، وإقامة اقتصادات السوق الحرة.
تتفق الأحزاب الأعضاء في شبكة أفريقيا الليبرالية علي السياسات التي تضمن الحرية والكرامة الإنسانية عن طريق ضمان الحقوق السياسية والمدنية، وضمان الحريات الأساسية وسيادة القانون، والحكم الديمقراطي القائم على الانتخابات الحرة والنزيهة مع التحول السلمي، وضمان الحقوق الدينية والمساواة بين الجنسين، وحقوق الأقليات، ومحاربة الفساد، وإقامة اقتصادات السوق الحرة.

## التاريخ
تطورت الشبكة من كونها المنظمة الأفريقية للأحزاب الليبرالية والتي تأسست خلال اجتماع الأحزاب في مامبوسا، كينيا في يوليو 2001. ليتم الإعلان الرسمي عن شبكة أفريقيا الليبرالية أثناء الاجتماع في جوهانسبرغ، جنوب أفريقيا في يونيو 2003.

## الأهداف
أهداف شبكة أفريقيا الليبرالية هي:
1. تسهيل تطور ونمو الأحزاب الديمقراطية الليبرالية.
2. تشجيع التضامن بين الأحزاب الأعضاء بهدف مساعدتهم للوصول إلى السلطة عبر الوسائل الديمقراطية.
3. إنشاء تحالف بين الأحزاب الديمقراطي الليبرالي المتشابهة لتبادل المعلومات والخبرات.

## وصلات خارجية
شبكة أفريقيا الليبرالية